# ایگور ماسلنیکوف
ایگور ماسلِنیکوف (روسی: И́горь Фёдорович Ма́сленников؛ زادهٔ ۲۶ اکتبر ۱۹۳۱) کارگردان، فیلم‌نامه‌نویس و تهیه‌کننده اهل کشور روسیه است. وی در زمینه روزنامه نگاری تحصیل کرد و پس از آن به تدوینگری، فیلمنامه‌نویسی و فیلمبرداری در تلویزیون لنینگراد پرداخت. وی از سال ۱۹۶۷ به کارگردانی روی آورد.
از فیلم‌هایی که وی در آن‌ها نقش داشته است، می‌توان به فردا، در سوم آوریل… اشاره نمود.